# Ceresium interiectum
Ceresium interiectum là một loài bọ cánh cứng trong họ Cerambycidae.